# Puffin de la Nativité
Puffinus nativitatis
Espèce
Statut de conservation UICN

 LC  : Préoccupation mineure
Le Puffin de la Nativité (Puffinus nativitatis) est une espèce d'oiseaux de la famille des Procellariidae.

## Répartition
Cette espèce vit dans le centre de l'océan Pacifique.